# Intermediair (genetica)
Een genetische eigenschap is intermediair aanwezig als bij een diploïd organisme beide allelen van een gen (namelijk het allel op het chromosoom dat afkomstig is van de moeder én het allel op het chromosoom van de vader) tot uiting komen, waarbij het fenotypische kenmerk een mengvorm is van beide allelen.

## Voorbeelden
- Een voorbeeld van intermediaire overerving is de kruising van leeuwenbekjes: wanneer men een rode bloem kruist met een witte, krijgen de nakomelingen roze bloemen.
- Bij de vorming van een eiwit kan de hoeveelheid gevormd eiwit per allel even groot zijn. Bij een polyploïd organisme kan dit leiden tot een verhoogde productie van dit eiwit, wat bijvoorbeeld kan leiden tot grotere bladeren en zaden.

## Verschil met codominantie
Wanneer beide allelen wel tot expressie komen, maar niet als mengvorm, dan spreken we over codominante overerving in plaats van intermediaire overerving.